# Phare de Falshöft
Le phare de Falshöft est un phare sur la mer Baltique, située dans la commune de Pommerby (arrondissement de Schleswig-Flensbourg, Land de Schleswig-Holstein).

## Description
Ce phare construit en 1910 avec une tour en brique et un sommet en fonte mesure 28 m de haut ; le système optique est à 25 m. Par un feu rouge, il désigne les hauts-fonds de Bredgrund et de Kalkgrund à l'entrée du fjord de Flensbourg.
En accord avec le gouvernement danois, le Wasser- und Schifffahrtsamt de Lübeck ferme ce phare en 2002. Il est rallumé à l'essai en juillet 2005 et en décembre 2005, il peut émettre une lumière blanche.
Le lieu sert aussi à l'organisation de réceptions, comme pour des mariages.

## Source, notes et références
- (de) Cet article est partiellement ou en totalité issu de l’article de Wikipédia en allemand intitulé « Leuchtturm Falshöft » (voir la liste des auteurs).